# بریستول تائوروس
بریستول تائوروس (به انگلیسی: Bristol Taurus) یک هواگرد ساختِ کارخانهٔ بریستول ایروپلین در کشور بریتانیا است .